# 马卡乌巴树
马卡乌巴树（Acrocomia intumescens），是一种刺茎椰属的棕榈树。该树原产于巴西的阿拉戈斯州、伯南布哥州、北里奥格兰德州、帕拉伊巴州、Ceará。它分布在大西洋沿岸森林中，包括马塔森林地带（Zona da Mata）和卡廷加森林飞地（Caatinga moist-forest enclaves）。
马卡乌巴和Acrocomia aculeata这两种棕榈树都被当地人叫做macaúba、macaíba、boicaiuva或coco-de-catarro，其名称源自图皮语的ma'kaí'ba ，意为黄椰子。

## 特征
该树为单茎，可长到十米高，中部膨大，拉动语植物学名intumescens描述了这些特征。棕榈叶为褶皱复叶，花序为圆锥花序。

## 使用情况
马卡乌巴树被广泛用于巴西东北部的城市广场、道路的绿化工程，也被大量用作建筑材料。果肉可食用。

## 栽种
一个圆锥花序平均有25个果实。幼苗发芽缓慢，需要一到三年。

### 树木密度
维索萨联邦大学（Federal University of Viçosa） 研究后指出，受到树叶尺寸的限制，每公顷适合栽种400株，树叶不应被其他临近的植物遮挡住阳光。
树木密度过大会导致养分争夺，使得结果量大为减少。

### 适合的气候
油棕的农业生产力取决于土壤状况和气候变化，不受温度和降雨量的影响。马卡乌巴树则不同，需要生长在海拔500至1000米的地区，降雨量要低于1500毫米，温度要在15至35°C之间。

### 生长周期
马卡乌巴树种植后四到五年结果，自然情况下可使用50年。
商业种植园则使用20至25年，如果生长时间太长会导致棕榈树的体积变太大，使得采收困难。
果实收获期取决于各地的气候状况，特别容易受到雨季的影响。米纳斯吉拉斯州大部分地区收获期从十月开始，一直持续到三月，其中十一月中旬至一月中旬为收获高峰期。

### 结果量
每颗树的结果量都不同，同时也受到很多外在环境的影响，所以很难评估马卡乌巴树的年结果量。通常棕榈树的结果量受到树龄、土壤状况，气候条件，森林火灾的影响。
在可耕地或土壤较肥沃的地区，每棵树最多可结8串果穗，每串果穗可结出400-500个左右的果实。而在非农业用地，树龄较大或较小，其结穗量远不如土壤肥沃的地方，每棵树的结穗量不超过4串。
通常情况下一颗棕榈树的结果量3年为一个周期，周期内产量会逐年递减，第一年结果量最好，第二年一般，第三年最差，到了下一年产量又会恢复。
马卡乌巴树因土壤状况和气候条件的不同产量差异很大，通常每公顷种植400棵棕榈树可收获25,000-40,000公斤果实（一棵树年产62.50-100公斤果实）。
新开设的种植园要考虑多个环境变量，以取得平衡。需要考虑树木结果量、种植密度、间作方式、农民文化差异和灌溉方式之间的关系，从而取得最佳投资回报率。

## 图库

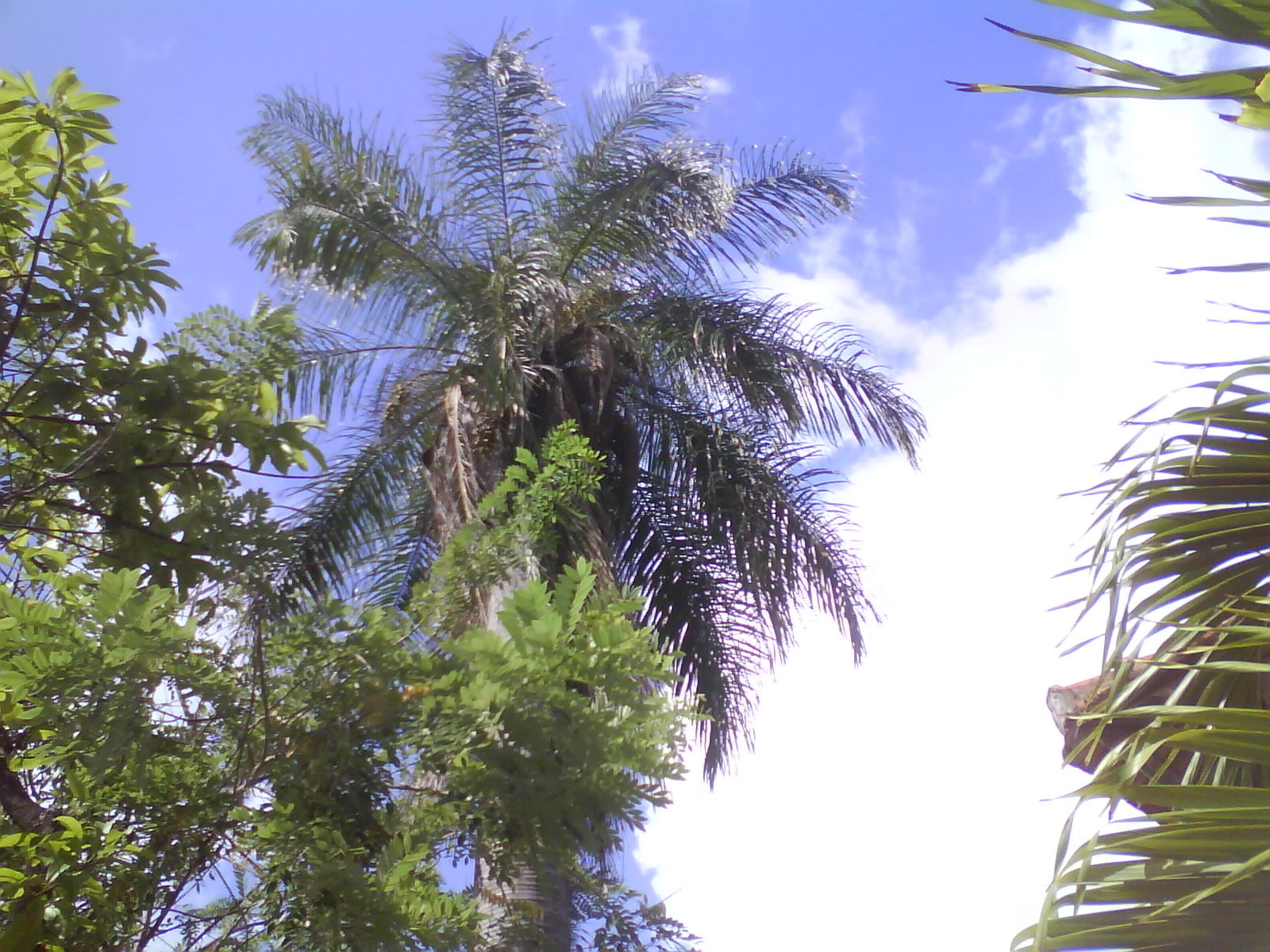
联邦大学农业系（Federal University of Ceará）栽种的马卡乌巴树样本
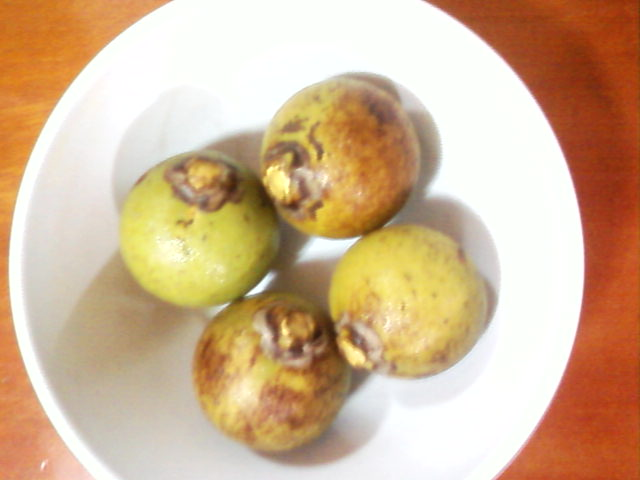
果实